# شعب القصار (حبيش)

تعديل مصدري - تعديل

شعب القصار محلة تابعة لقرية منزل عشي، التابعة لعزلة جبل عميقة بمديرية حبيش إحدى مديريات محافظة إب في الجمهورية اليمنية، بلغ تعداد سكانها 56 حسب تعداد اليمن لعام 2004.